# Lycaena athamantis
Lycaena athamantis är en fjärilsart som beskrevs av Eduard Friedrich Eversmann 1854. Lycaena athamantis ingår i släktet Lycaena och familjen juvelvingar. Inga underarter finns listade i Catalogue of Life.